# اویوا لومی
اویوا لومی (انگلیسی: Oiva Lommi; ۳۰ ژوئن ۱۹۲۲ – ۲۳ ژوئیهٔ ۲۰۰۰) قایقران روئینگ اهل فنلاند بود.